# Confédération africaine des sports des sourds
La Confédération africaine des sports des sourds, souvent abrégée en CADS, (en anglais : Confederation of African Deaf Sports), est une organisation non gouvernementale des sports pour les sourds d'Afrique, avec un effectif de 32 membres à travers l'Afrique.

## Histoire
Cette association est fondée en 17 octobre 1997. La Confédération africaine des Sports des Sourds est affilié du Comité international des sports des Sourds pour organiser des tournois sportifs pour les nations d'Afrique. Elle va organiser pour la première fois: la Coupe de football d'Afrique des Sourds en Décembre 2014.

## Pays membres
- Côte d'Ivoire
- Égypte
- Éthiopie
- Kenya
- Mali
- Nigeria
- Algérie
- Botswana
- Cameroun
- Ghana
- Guinée
- Maurice
- Gambie
- Sénégal
- Seychelles
- Sierra Leone
- Afrique du Sud
- Eswatini
- Tunisie
- Ouganda
- Tanzanie
- Zambie
- Zimbabwe